# Bryan Janssen
Bryan Janssen (Hoek van Holland, 9 januari 1995) is een Nederlands voetballer die speelt als doelman. In juli 2024 verruilde hij Kozakken Boys voor Westlandia.

## Clubcarrière
Janssen speelde in de jeugd van Westlandia en kwam in 2006 terecht in de opleiding van Sparta Rotterdam. Deze doorliep hij in het seizoen 2014/15 zat hij voor het eerst op de reservebank bij het eerste elftal. Tot een debuut in dat team zou het niet komen. In de seizoenen 2016/17 en 2017/18 keepte Janssen een aantal duels in de Tweede divisie voor Jong Sparta, het belofteteam van de Rotterdammers. Aangezien hij in het eerste elftal Roy Kortsmit, Leonard Nienhuis en Álex Craninx voor zich moest dulden, mocht Janssen in de winterstop transfervrij vertrekken. Samen met Daniël Breedijk werd hij bij Sparta opgepikt door FC Dordrecht, waar hij voor anderhalf jaar tekende. Zijn debuut voor Dordrecht maakte Janssen op 12 januari 2018, toen hij tegen Jong FC Utrecht de nul wist te houden; hij verdedigde negentig minuten het doel en door treffers van Robert Mutzers en Jafar Arias werd met 0–2 gewonnen.
In de zomer van 2019 werd het contract van Janssen bij FC Dordrecht niet verlengd. Hierna zat hij een halfjaar zonder club, voor ASWH hem aantrok in januari 2020. Gedurende zijn eerste twee seizoenen bij die club werd de competitie vanwege het coronavirus niet afgerond. Het seizoen 2021/22 werd wel afgemaakt. Na deze jaargang degradeerde ASWH naar de Derde divisie, maar Janssen daalde niet mee af. Hij tekende voor twee seizoenen bij Kozakken Boys. Na twee seizoenen waarin hij grotendeels eerste keuze onder de lat was verkaste Janssen naar Westlandia, waar hij ooit in de jeugd begonnen was.

## Clubstatistieken
| Seizoen | Club          | Competitie     | Competitie | Competitie | Beker | Beker | Nacompetitie | Nacompetitie | Totaal | Totaal |
| Seizoen | Club          | Competitie     | Wed.       | Dlp.       | Wed.  | Dlp.  | Wed.         | Dlp.         | Wed.   | Dlp.   |
| ------- | ------------- | -------------- | ---------- | ---------- | ----- | ----- | ------------ | ------------ | ------ | ------ |
| 2016/17 | Jong Sparta   | Tweede divisie | 10         | 0          | —     | —     | —            | —            | 10     | 0      |
| 2017/18 | Jong Sparta   | Tweede divisie | 5          | 0          | —     | —     | —            | —            | 5      | 0      |
| 2017/18 | FC Dordrecht  | Eerste divisie | 19         | 0          | 0     | 0     | 2            | 0            | 21     | 0      |
| 2018/19 | FC Dordrecht  | Eerste divisie | 34         | 0          | 0     | 0     | —            | —            | 34     | 0      |
| 2019/20 | ASWH          | Tweede divisie | 7          | 0          | 0     | 0     | —            | —            | 7      | 0      |
| 2020/21 | ASWH          | Tweede divisie | 5          | 0          | 1     | 0     | —            | —            | 6      | 0      |
| 2021/22 | ASWH          | Tweede divisie | 32         | 0          | 1     | 0     | —            | —            | 33     | 0      |
| 2022/23 | Kozakken Boys | Tweede divisie | 24         | 0          | 3     | 0     | —            | —            | 27     | 0      |
| 2023/24 | Kozakken Boys | Tweede divisie | 31         | 0          | 0     | 0     | 2            | 0            | 33     | 0      |
| 2024/25 | Westlandia    | Vierde divisie | 0          | 0          | 0     | 0     | —            | —            | 0      | 0      |
| Totaal  | Totaal        | Totaal         | 167        | 0          | 5     | 0     | 4            | 0            | 176    | 0      |

Bijgewerkt op 22 juli 2024.